# (2596) Vainu Bappu
(2596) Vainu Bappu es un asteroide que forma parte del cinturón de asteroides y fue descubierto por Richard Martin West el 19 de mayo de 1979 desde el Observatorio de La Silla, Chile.

## Designación y nombre
Vainu Bappu fue designado inicialmente como 1979 KN.
Más adelante se nombró en honor del astrónomo indio Manali Kallat Vainu Bappu (1927-1982).

## Características orbitales
Vainu Bappu orbita a una distancia media de 3,03 ua del Sol, pudiendo acercarse hasta 2,813 ua y alejarse hasta 3,248 ua. Tiene una inclinación orbital de 10,25° y una excentricidad de 0,07172. Emplea en completar una órbita alrededor del Sol 1927 días.